# Скайтерьер
Скайтерьер (англ. Skye Terrier) — порода охотничьих собак, выведенная в Шотландии. Элегантная, обладающая чувством собственного достоинства. Собака «одного владельца», недоверчива к посторонним, никогда не злобная.

## История породы
Очень древняя порода, происходящая с острова Скай в группе Гебридских островов, который расположен к северо-западу от побережья Шотландии. Этим объясняется и название породы. Считается[кем?], что с этого острова они и были завезены в Англию. Впервые о породе упоминается в XVI веке в книге «Об английских собаках», написанной учёным, доктором Джоном Кайусом. По некоторым сведениям[каким?], в XVI столетии на остров Скай были завезены длинношёрстные испанские собаки, которых потом скрещивали с местными охотничьими терьерами и мелкими норными собаками, которых держали в Англии для охоты.
Некогда это была охотничья собака, прекрасно приспособленная для схваток с лисицами и барсуками в их подземных норах. Её применяли для охоты на речных выдр, диких кошек и других зверей, но в наше время скайтерьера редко используют для охоты, так как ему в этом деле препятствует его длинная, шелковистая шерсть, которую требует современный стандарт. Порода известна во всём мире, но малочисленна.

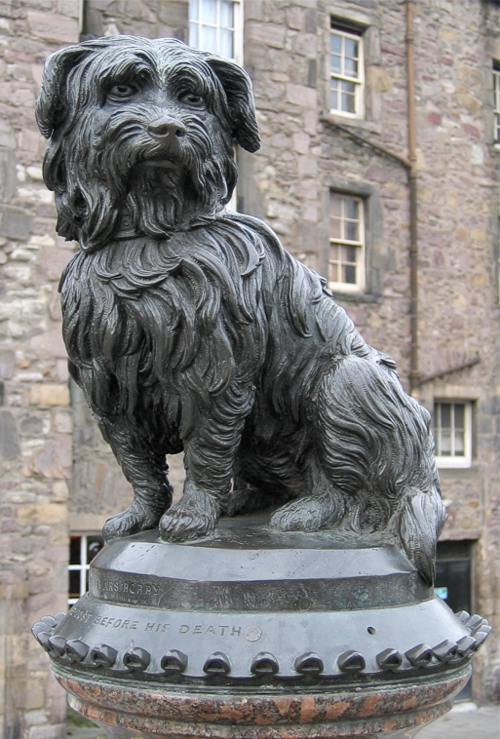
Памятник скайтерьеру Грейфрайерс Бобби

Сохранилась трогательная история скайтерьера Грейфрайерс Бобби из Эдинбурга. После смерти хозяина Бобби каждый день в течение 14 лет заходил в кафе, где привык бывать с хозяином, получал булочку и возвращался на могилу хозяина на кладбище. Там же он нашёл свою смерть и был похоронен. В столице Шотландии Эдинбурге есть фонтан со скульптурой скайтерьера. Памятник был сооружён в 1872 году после смерти Бобби, который заслужил репутацию самой верной собаки в мире.
Скайтерьер по кличке Босс, любимец королевы Великобритании Виктории (1819—1901), был изображён на картине английского художника Эдвина Ландсира.

## Внешний вид
Длинная, приземистая, обильно одетая собака, косая длина туловища в два раза превышает высоту в холке.
Голова длинная и мощная, нельзя жертвовать крепостью ради чрезвычайной длины. Черепная коробка умеренно широкая в затылочной части, сужающаяся постепенно к сильной морде. Переход ото лба к морде незначительный. Мочка носа чёрная. Челюсти крепкие и уравненные, с совершенным, правильным ножницеобразным прикусом, то есть верхние зубы плотно перекрывают нижние зубы и стоят перпендикулярно челюстям. Глаза коричневые, предпочтительно тёмно-карие, среднего размера, посажены узко и полны выразительности. Уши стоячие или висячие. Когда стоячие, с изящными очёсами, небольшие, внешние края вертикальные, а внутренние края наклонены друг к другу от вершины к черепу. Когда висячие, крупнее, свисают прямо вниз, плоские, плотно прилегают передними краями к голове. Шея длинная, с лёгким загривком.
Туловище длинное, приземистое. Бока кажутся уплощёнными, благодаря прямой спадающей шерсти. Спина ровная. Поясница короткая. Грудь глубокая; грудная клетка овальная, глубокая и длинная. Когда хвост опущен, верхняя часть свисает, а нижняя половина отведена назад в изгибе. Когда приподнят, продолжает по наклону спину, не поднимаясь выше, не закручиваясь вверх. С изящным подвесом.
Передние конечности короткие и мускулистые. Плечи широкие, плотно прилегающие к корпусу. Задние конечности короткие, мускулистые и прямые при осмотре сзади. Без прибылых пальцев. Передние лапы крупнее задних, направлены строго вперёд. Подушечки плотные, когти крепкие.
Шерсть двойная. Подшёрсток короткий, плотный, мягкий и пушистый. Покровный волос длинный, жёсткий, прямой, гладкий и лишён завитков. На голове шерсть короче, мягче, прикрывает лоб и глаза. Шерсть, смешанная с боковыми прядями вокруг ушей, похожа на бахрому, позволяет видеть форму ушей. Окрас чёрный, тёмно- или светло-серый, рыжий, палевый, все с чёрной мазуриной. Всякий сплошной окрас допускает оттенок того же окраса и более светлый подшёрсток до тех пор, пока нос и уши остаются чёрными. Небольшая белая отметина на груди допускается.
Согласно стандарту породы, высота в холке — 25—26 см, длина от кончика мочки носа до конца хвоста — 105 см. Суки немного мельче при тех же пропорциях.

## Содержание и уход
Шерсть у скайтерьера почти не спутывается. Расчёсывать шерсть необходимо не реже одного раза в неделю. Стричь и тримминговать скайтерьера не требуется, однако немного потраченного времени на стрижку волос вокруг и между пальцами и подушечками на лапах поможет избежать проблем из-за попадающей туда сырости, веточек, гальки, грязи, и т. д.